# Paul Badura-Skoda
Paul Badura-Skoda (Viena, 6 d'octubre, 1927 - Idem. 25 de setembre, 2019) va ser un pianista, professor de piano, professor universitari, escriptor musical i editor austríac.

## Biografia
Dos anys després de començar els seus estudis de piano al Conservatori de Viena, Paul Badura-Skoda va guanyar el primer premi al Concurs de Música d'Àustria el 1947 i va rebre una beca per a una classe magistral amb Edwin Fischer. A continuació, van tenir victòries en competicions a Budapest i París.
A partir de 1949 va actuar amb importants directors com Wilhelm Furtwängler i Herbert von Karajan. El 1949, per exemple, va tocar el Concert per a dos pianos en mi bemoll major, KV 365 de Mozart, al Musikverein de Viena amb la Filharmònica de Viena sota la direcció de Furtwängler. La seva parella de piano va ser la filla de Furtwängler, Dagmar Bella. El reemplaçament de Paul Badura-Skoda per al malalt Edwin Fischer al Festival de Salzburg de 1950 va cridar gran atenció. Des de 1954 va ser assistent de Fischer.
A partir de la dècada de 1950 va seguir una carrera internacional amb extenses gires de concerts per Austràlia, EUA, Canadà, Mèxic i Amèrica del Sud, i més tard també al Japó, la Unió Soviètica i la Xina, on Badura-Skoda va ser el primer pianista occidental que va actuar després de la Revolució Cultural. També hi va haver nombrosos discos i gravacions en CD, aparicions a la televisió i en festivals de música de renom, alguns dels quals també va dirigir ell mateix.
Badura-Skoda també va ser professor de diverses generacions d'estudiants de piano. Va començar a donar classes de piano en classes magistrals des de ben petit; les seves activitats artístiques i educatives el van portar diverses vegades per Europa, Amèrica i Àsia; del 1966 al 1971 va ser artista resident a la Universitat de Wisconsin. El 1974 va ensenyar com a professor visitant al Curtis Institute of Music de Filadèlfia, i del 1975 al 1981 va ensenyar a la que llavors era la "Folkwang University of Music" a Essen. El 1981 va ser nomenat professor titular de piano a la Universitat de Música i Arts Escèniques de Viena, on va treballar fins a la seva jubilació el 1994.
El focus del seu extens repertori (hi ha més de 200 enregistraments seus) van ser obres de Mozart, Beethoven i Schubert i Frank Martin, que va escriure per a ell el Concert per a piano i orquestra núm. 2 (1968/1969).
Es va dedicar aviat a la pràctica d'interpretació històricament informada i va ser molt elogiat pels seus enregistraments amb instruments antics. Aquests inclouen els seus enregistraments complets de les sonates per a piano de Mozart i Schubert en pianos de cua històrics del segell Astree. Des de 1978, Paul Badura-Skoda havia estat el destinatari de l'anell Bösendorfer, un premi que només havia estat atorgat a una persona abans que ell, és a dir, Wilhelm Backhaus. Bösendorfer atorga l'anell a pianistes seleccionats que encarnen la tradició de la música vienesa. En el seu 80è aniversari, Elmar Worgull li va dedicar un assaig històric de l'art.
Paul Badura-Skoda també va aparèixer -de vegades amb la seva dona Eva Badura-Skoda- com a escriptor musical i editor d'edicions. Va ser doctor honoris causa per la Universitat de Música i Arts Escèniques de Mannheim. També va escriure cadències per a concerts per a piano de Mozart.
Diversos dels seus CD han estat editats pel segell clàssic de Leipzig GENUIN. L'any Mozart de 1991, va interpretar totes les sonates per a piano del compositor a Ratisbona. Paul Badura-Skoda va ser membre del jurat del "Santander Paloma O'Shea Piano Competition" el 1987. Va ser membre del jurat del Concurs Internacional Chopin de Varsòvia els anys 1990 i 1995. El 2013 va ser membre del jurat del Premi Internacional del Pianista Alemany de Frankfurt del Main.
El 15 d'octubre de 2017, amb motiu del seu recentment celebrat 90è aniversari, Badura-Skoda va oferir un concert exhaurit al Golden Hall de l'Associació de Música de Viena amb el següent programa: Ludwig van Beethoven: Sis Bagatelles per a Piano op.126 ; Sonata per a piano en mi major, op.109; Sonata per a piano en la bemoll major, op.110; Sonata per a piano en do menor, op. 111.
Va ser enterrat el 9 d'octubre de 2019 al cementiri d'Ottakring.

## Premis (selecció)
- 1976: Condecoració d'Honor austríaca per a la Ciència i l'Art, 1r Classe[9]
- 1978: Bösendorfer (empresa)[10]
- 1993: Cavaller de la Legió d'Honor
- 1997: Comandant de l'Ordre de les Arts i les Lletres[11]
- 2006: Doctor honoris causa per la Universitat de Música i Arts Escèniques de Mannheim[12]
- 2007: Gran Condecoració d'Honor d'Honor per Serveis a l'Estat de Viena[13]
- 2007: Gran Condecoració d'Honor de Plata per Serveis a la República d'Àustria[14]
- 2008: Membre d'honor de la vienesa Societat Ludwig van Beethoven[15]
- 2010: Doctor honoris causa Pontifícia Universitat Catòlica del Perú[12]
- 2013: Doctor honoris causa Acadèmia de Música de Cracòvia[12]
- 2018: Membre d'honor de la Universitat de Música i Arts Escèniques de Viena[16]

## Enregistraments (selecció)
- Paul Badura-Skoda. Wolfgang Amadeus Mozart. "Sonatas per a piano". Johann Schantz 1790, piano de martell. Segell: Astree Naive.
- Paul Badura-Skoda. Wolfgang Amadeus Mozart. "Obres per a piano". Anton Walter 1790, piano de martell. Etiqueta: Gramola.
- Paul Badura-Skoda amb Musica Florea. Wolfgang Amadeus Mozart. "Concerts per a piano K.271, K.414". Hammerklavier després de Walter 1792 de Paul McNulty. Etiqueta: Arcana.
- Paul Badura-Skoda. Franz Schubert. "Fantasia Pour le Pianoforte". Conrad Graf 1824, piano de martell. Segell: Astree.
- Charles Mackerras, Paul Badura-Skoda, Orquestra Simfònica de la Ràdio Polonesa. Xostakóvitx. "Simfonia núm. 9; Scriabin, Concert per a piano”; Dvořák, "Variacions simfòniques". Etiqueta: Pristine Audio.
- Paul Badura-Skoda, Orquestra Simfònica de Viena, Henry Swoboda. Rimski-Korsakov. "Concert per a piano". Etiqueta: Pristine Audio.